# Liste der Venner aus der Gesellschaft zu Mittellöwen
Die Liste umfasst die aus der Gesellschaft zu Mittellöwen stammenden Venner (zu Gerwern).
| Bild | Name                        | geboren | gestorben | Beruf, Ämter |
| ---- | --------------------------- | ------- | --------- | --- |
|      | Sulpitius Brüggler          |         | † um 1493 | Herr zu Mühleberg, Vogt zu Aarwangen, Venner 1487, 1491, 1493                                                              |
|      | Johann Anton Tillier (I.)   |         | † 1562    | Venner 1540, 1543, 1548, 1551                                                                                              |
|      | Johann Anton Tillier (II.)  |         |           | Venner 1578 |
|      | Johann Anton Tillier (III.) |         |           | Venner 1674, 1675, 1679 |
|      | Samuel Jenner               | 1624    | 1699      | Herr zu Utzigen, Venner 1682, 1683, 1691, 1699                                                                             |
|      | Johann Anton Tillier (VII.) | 1675    | 1731      | Offizier, Venner 1717, Deutschseckelmeister, in den Ritterstand erhoben                                                    |
|      | Hans Müller                 | 1657    | 1725      | Landvogt zu Moudon, Mitglied des Kleinen Rats, Salzdirektor, Venner 1721, kaufte die Herrschaft Marnand, Adelsbrief (1709) |
|      | Samuel Tillier              |         |           | Venner 1736 |
|      | Philipp Heinrich Sinner     |         |           | Venner 1749 |
|      | Johann Friedrich May        |         |           | Venner 1752 |
|      | Friedrich Sinner            | 1713    | 1791      | Baron de Grandcour, Venner 1766, Schultheiss von Bern                                                                      |
|      | Karl Rudolf May             |         |           | Venner 1786 |
|      | Franz Ludwig Jenner         | 1725    | 1804      | Venner 1788 |